# Stazione di Sasabaru
La stazione di Sasabaru (笹原駅?, Sasabaru-eki) è una stazione ferroviaria di Fukuoka, e si trova nel quartiere di Minami-ku. La stazione è servita dalla linea principale Kagoshima della JR Kyushu.

## Linee e servizi ferroviari
JR Kyushu
■ Linea principale Kagoshima

## Struttura
La stazione possiede due binari in superficie con due banchine laterali collegate fra di loro e al fabbricato viaggiatore da sottopassaggio. Il binario 2 dispone di ascensore, mentre il binario 1 è accessibile a raso direttamente dall'ingresso.
| 1 | ■ Linea principale Kagoshima |  | per Hakata, Akama, Orio e Kokura |
| 2 | ■ Linea principale Kagoshima |  | per Futsukaichi, Tosu e Ōmuta    |

## Stazioni adiacenti
| «                          | Servizio                   | »                          |
| Linea principale Kagoshima | Linea principale Kagoshima | Linea principale Kagoshima |
| -------------------------- | -------------------------- | -------------------------- |
| Takeshita                  | Locale                     | Minami-Fukuoka             |
| Transito                   | Rapido1                    | Transito                   |
| Transito                   | Semirapido1                | Transito                   |

- 1: Alcuni di questi treni fermano nelle ore di punta.